# Phaeoceros hallii
Phaeoceros hallii là một loài rêu trong họ Anthocerotaceae. Loài này được Austin Prosk. mô tả khoa học đầu tiên năm 1951.